# Hova församling
Hova församling var en församling i Skara stift och i Gullspångs kommun. Församlingen uppgick 2006 i Hova-Älgarås församling.

## Administrativ historik
Församlingen har medeltida ursprung. 20 augusti 1587 överfördes den del som senare blev Finnerödja församling till den då nybildade Tivedsbodarne församling. På 1790-talet införlivades Fagerlids församling.
Församlingen var till 2006 moderförsamling i pastoratet Hova och Älgarås som även omfattade till 1790-talet Fagerlids församling och från 1630-talet till 1870 Finnerödja församling. Församlingen uppgick 2006 i Hova-Älgarås församling.

## Organister
| Period    | Namn               | Levnadstid | Övrigt    |
| --------- | ------------------ | ---------- | --------- |
| 1817–1843 | Kristian Grönquist | 1783–1843  | Organist  |
| 1844–1856 | Per Olof Grönquist | 1817–1856  | Organist  |
| 1932–1964 | Tore Adolf Paulson | 1908–      | Organist. |

## Kyrkor
- Gårdsjö kyrka
- Hova kyrka